# Criminal Minds (3.ª temporada)
A terceira temporada de Criminal Minds estreou na CBS em 26 de setembro de 2007 e terminou em 21 de maio de 2008. A terceira temporada originalmente teria 25 episódios; no entanto, apenas 13 foram concluídos antes da greve do Writers Guild of America (2007–08). Mais sete episódios foram produzidos após a greve, elevando o número total de episódios para 20 para a terceira temporada. Mandy Patinkin deixou a série, já que detestava a natureza violenta dela.Ele foi substituído por Joe Mantegna alguns episódios depois.

## Elenco

### Principal
- Mandy Patinkin como Agente Especial de Supervisão Jason Gideon (Agente Sênior da BAU) Ep. 1-2;
- Joe Mantegna como Agente Especial de Supervisão David Rossi (Agente Sênior da BAU) Ep. 6-20;
- Paget Brewster como Agente Especial Supervisora Emily Prentiss (Agente BAU);
- Shemar Moore como Agente Especial de Supervisão Derek Morgan (Agente BAU);
- Matthew Gray Gubler como Agente Especial de Supervisão Dr. Spencer Reid (Agente BAU);
- A. J. Cook como Agente Especial de Supervisão Jennifer "JJ" Jareau (Ligação de Comunicações da BAU);
- Kirsten Vangsness como Agente Especial Penelope Garcia (Analista Técnica BAU);
- Thomas Gibson como Agente Especial de Supervisão Aaron "Hotch" Hotchner (Chefe da Unidade BAU).

### Estrelas convidadas especiais
- Frankie Muniz como Jonny McHale;
- Fredric Lehne como Jack Vaughan.

### Recorrente
- Jayne Atkinson como Agente Especial de Supervisão Erin Strauss (Chefe da Seção BAU);
- Nicholas Brendon como Kevin Lynch;
- Meredith Monroe como Haley Hotchner;
- Cade Owens como Jack Hotchner;
- Josh Stewart como William "Will" LaMontagne Jr.

## Estrelas convidadas

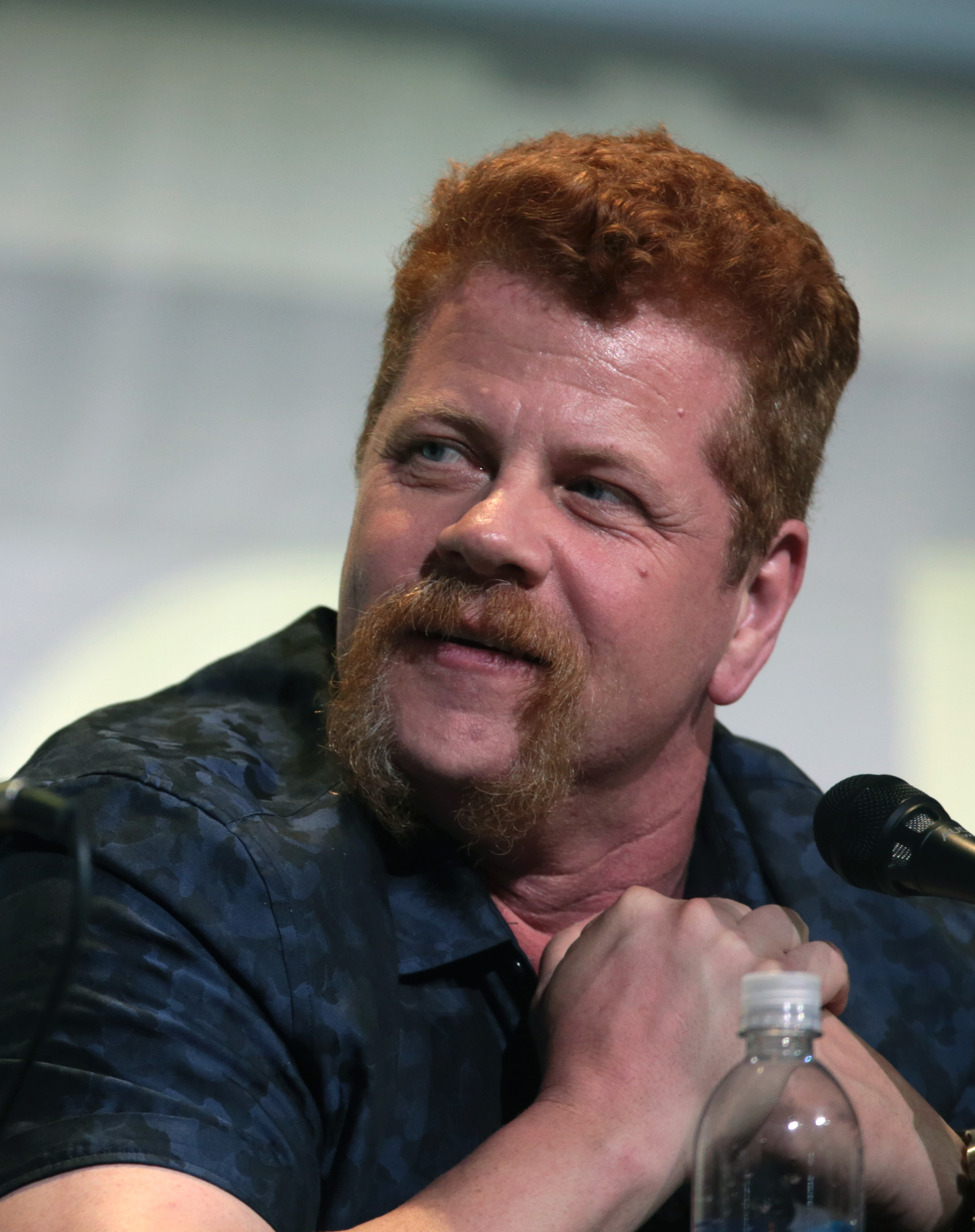
a estrela de The Walking Dead, Michael Cudlitz aparece no episódio "Identity" como Francis Goehring.

Na estréia da temporada "Doubt", Shelly Cole co-estrelou como Anna Begley, uma estudante universitária suicida que copiou os crimes de Nathan Tubbs, também conhecido como "The Campus Killer". Alexa Alemanni co-estrelou como Amy Deckerman, a primeira vítima de assassinato de Anna Begley. No episódio "In Name and Blood", Eddie Cibrian co-estrelou como Joe Smith, um serial killer que usa seu filho para atrair mulheres e assassiná-las. Gordon Clapp co-estrelou como o detetive Victor Wolynski, que lidera a investigação dos assassinatos. No episódio "Scared to Death", Michael O'Keefe co-estrelou como Dr. Stanley Howard, um psiquiatra que usa os piores medos de seus pacientes para assassiná-los.

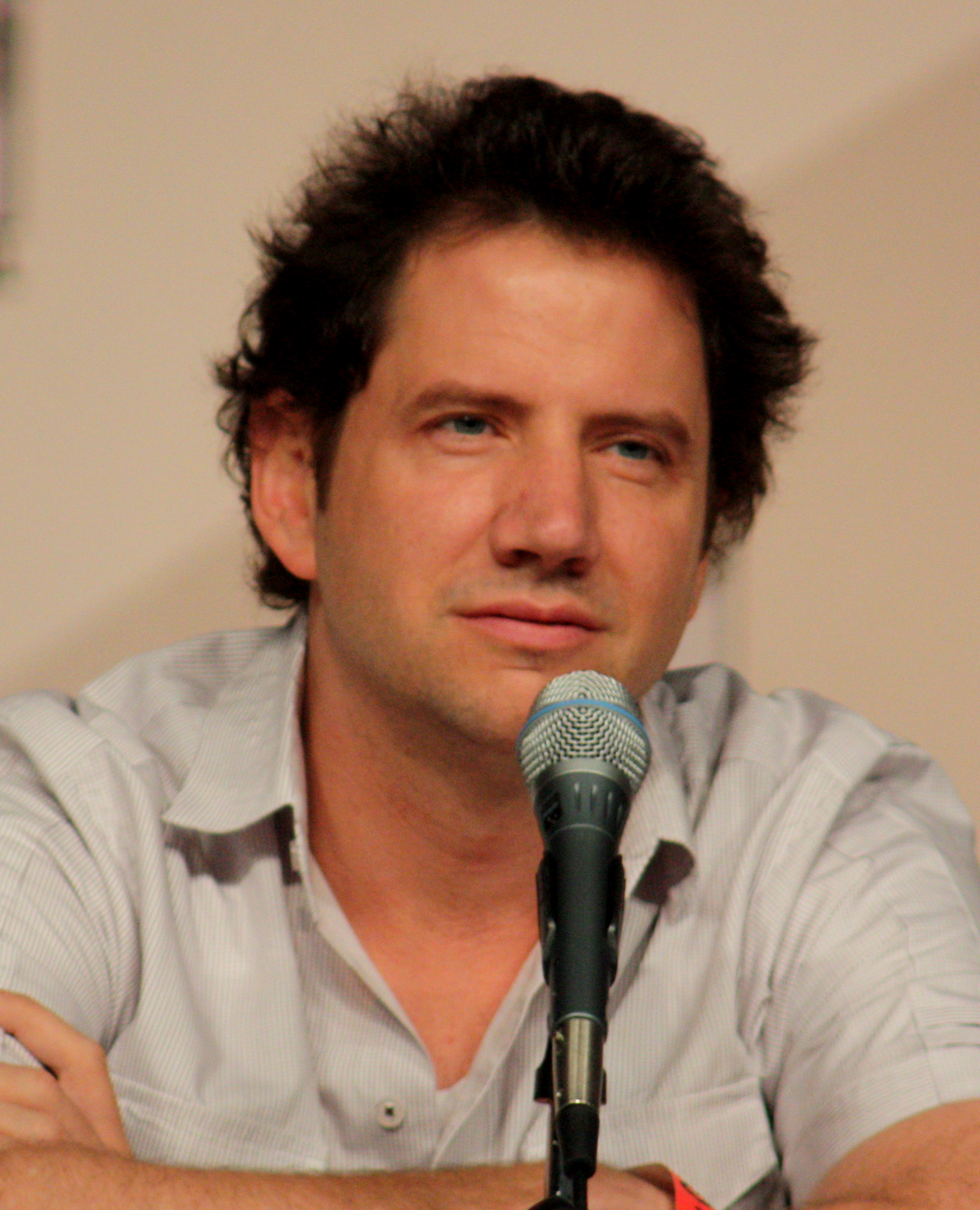
Jamie Kennedy aparece no episódio "Lucky" como Floyd Feylinn Ferrell.

No episódio "Children of the Dark", Francis Capra co-estrelou como Ervin Robles, um serial killer que foi abusado por uma família adotiva estrita. William Lee Scott co-estrelou como o irmão adotivo de Robles e cúmplice Gary, e Christine Healy co-estrelou como Sra. Manwaring, uma mãe adotiva abusiva. No episódio "Seven Seconds", Ariel Winter co-estrelou como Katie Jacobs, uma jovem que é sequestrada em um shopping center. Suzanne Cryer co-estrelou como Susan Jacobs, tia de Katie Jacobs que pode estar envolvida em seu desaparecimento. Paula Malcomson co-estrelou como a mãe de Katie, Beth, e Alexander Gould co-estrelou como o filho de Susan, Jeremy.

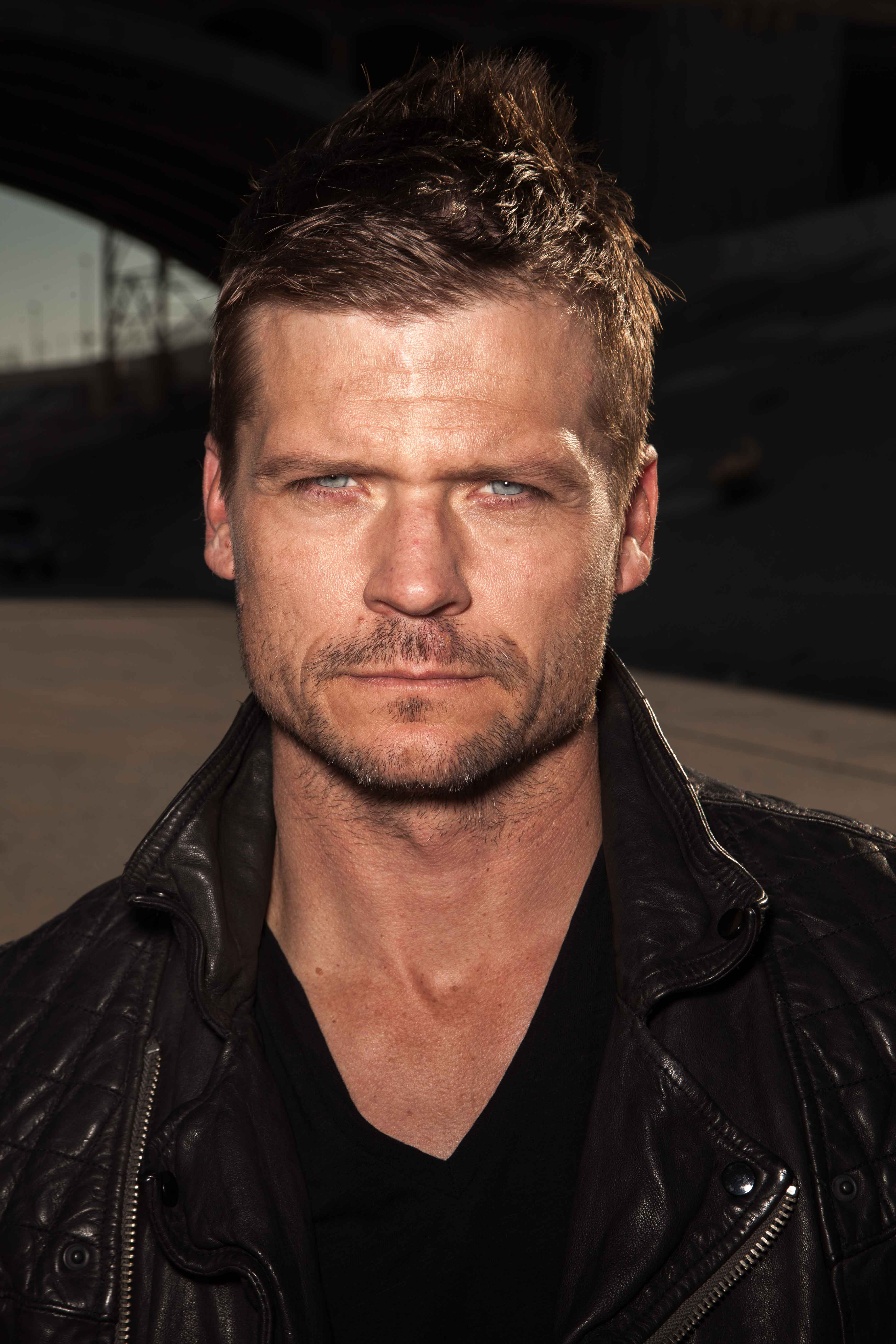
Bailey Chase aparece nos episódios "Lucky" e "Penelope" como Jason Clark Battle.

No episódio "About Face", Andrew Kavovit co-estrelou como Max Poole, também conhecido como "The Have You Seen Me Murderer". Michael O'Neill co-estrelou como o detetive Frank Yarborough, que investiga o assassinato do amigo de sua esposa. No episódio "Identity", Kaj-Erik Eriksen co-estrelou como Henry Frost, um serial killer que assumiu a identidade de seu parceiro no crime e ídolo, Francis Goehring, que cometeu suicídio. Pat Skipper co-estrelou como Harris Townsend, um atirador aposentado das Forças Especiais dos EUA que relutantemente auxilia o BAU durante um impasse. No episódio "Lucky", Michael Beach co-estrelou como Father Marks, e Nick Searcy co-estrelou como Detetive Jordan. No episódio "True Night", Frankie Muniz co-estrelou como Johnny McHale, um famoso artista de quadrinhos cujos trabalhos recentes têm semelhanças impressionantes com assassinatos que ele pode ter cometido.

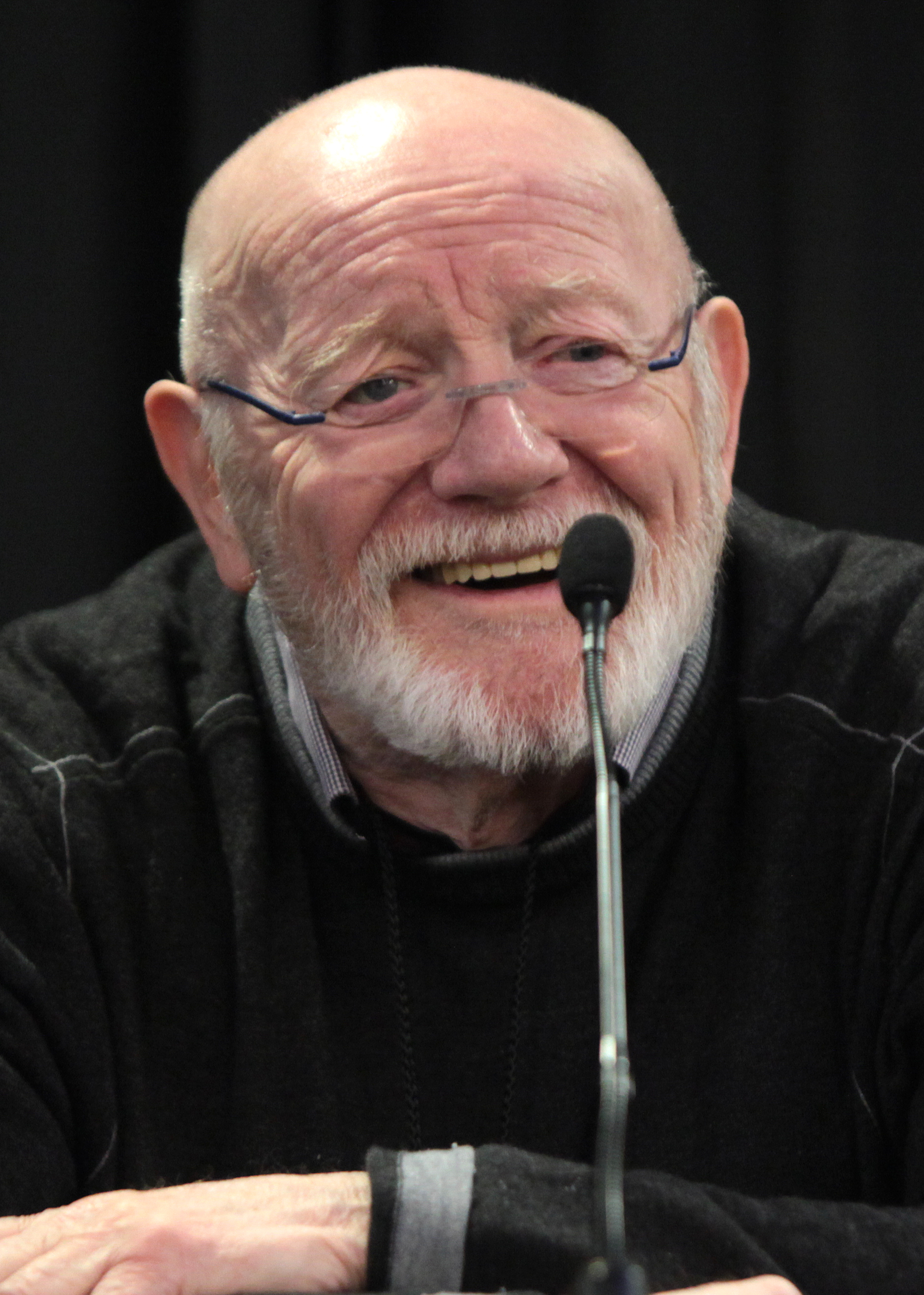
W. Morgan Sheppard aparece no episódio "Birthright" como John Caulfield.

No episódio "3rd Life", Riley Smith co-estrelou como Ryan Phillips, um assassino de emoção que lidera um trio de sequestradores. Gia Mantegna (filha da estrela da série Joe Mantegna) co-estrelou como Lindsey Vaughan, uma adolescente que é sequestrada pela gangue de Ryan, Hayley McFarland co-estrelou como Katie Owens, a primeira vítima estuprada e assassinada pela gangue de Ryan, Fredric Lehne convidado estrelou como Jack Vaughan, um ex-assassino e pai de Lindsey, e Michael Harney co-estrelou como US Marshal Pat Mannan.
No episódio "Limelight", Andrea Roth co-estrelou como Jill Morris, uma agente do FBI cujo desejo pela fama e menos preocupação com eventuais danos colaterais se tornam mais aparentes para o BAU. No episódio "Damaged", Dennis Christopher co-estrelou como Abner Merriman, um diretor da prisão que permite Hotch e Reid entrevistar Chester Hardwick, um preso no corredor da morte.

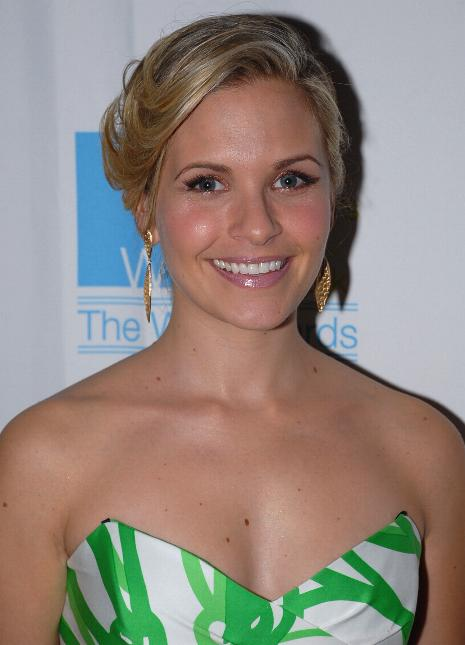
Sally Pressman aparece no episódio "Birthright" como Chrissy Wilkinson.

No episódio "A Higher Power", Jennifer Aspen co-estrelou como Laurie Ann Morris, uma mulher deprimida que foi convencida por Peter Redding a se matar. Renee O'Connor co-estrelou como Pam Baleman, a esposa de Paul Baleman, um dos aparentes suicídios, e cunhada do detetive Ronnie Baleman, que está investigando. No episódio "Elephant's Memory", Cody Kasch co-estrelou como Owen Savage, um assassino que está indo atrás daqueles que o prejudicaram durante sua infância. Lindsey Haun co-estrelou como Jordan Norris, namorada de Owen, e Alexandra Krosney co-estrelou como Eileen Bechtold, amiga de Jordan. No episódio "In Heat", Michael Graziadei co-estrelou como Steven Fitzgerald, um serial killer confuso sobre sua orientação sexual. Tia Texada co-estrelou como detetive Tina Lopez, que lidera a investigação dos assassinatos.

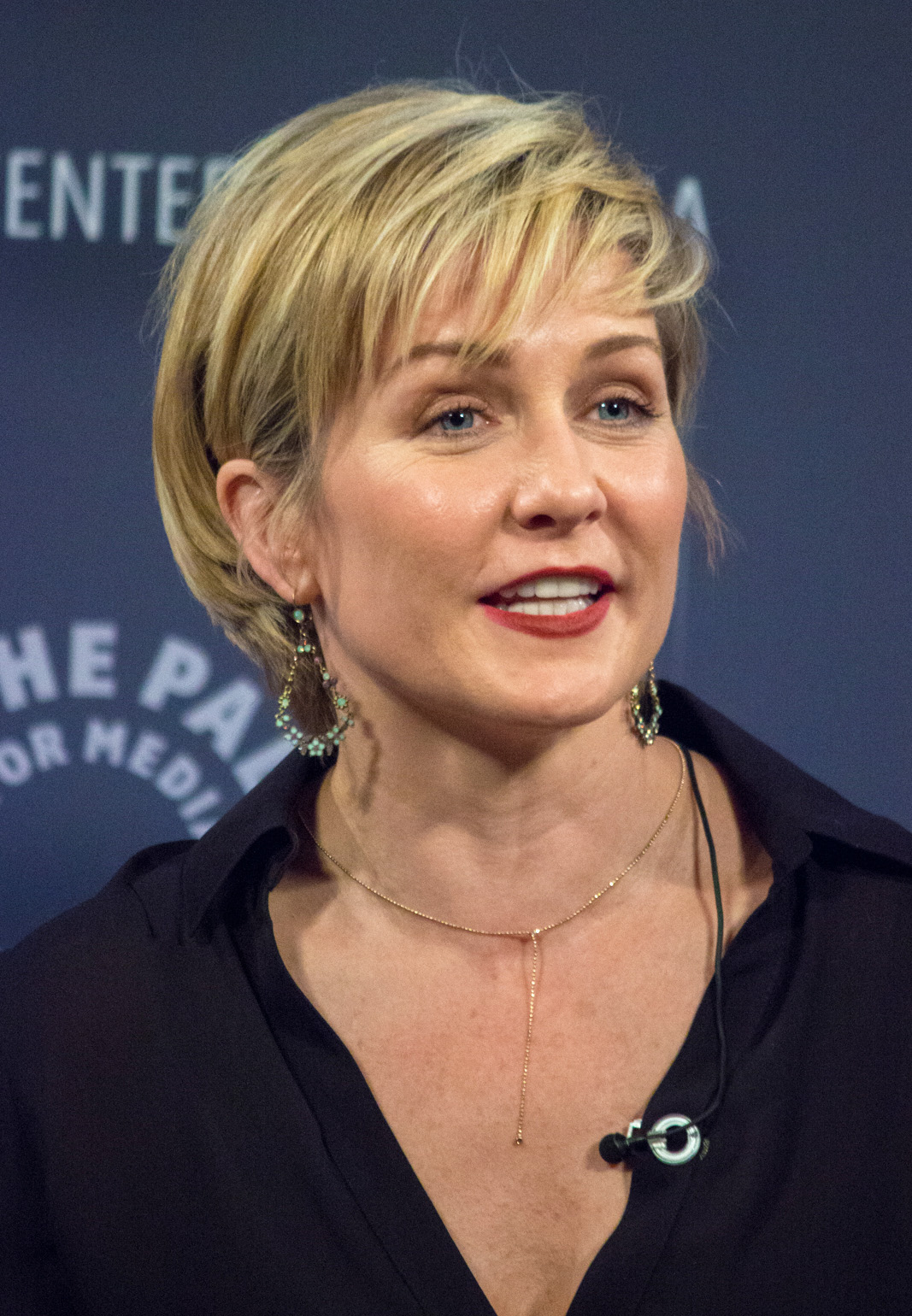
a estrela de Blue Bloods, Amy Carlson aparece no episódio "Tabula Rasa" como Cece Hillenbrand.

No episódio "The Crossing", Scott Lowell co-estrelou como Michael Hicks, um perseguidor delirante que é obcecado por uma mulher chamada Keri Derzmond, interpretada por Bonnie Root. Mary-Margaret Humes co-estrelou como Audrey Sawyer-Henson, uma dona de casa espancada e mãe que assassinou seu marido. No episódio "Tabula Rasa", Eric Lange co-estrelou como Brian Matloff, também conhecido como "The Blue Ridge Strangler", um serial killer que sofre de amnésia depois que ele tentou fugir do BAU pulando de um prédio. No final da temporada "Lo-Fi", Sienna Guillory co-estrelou como agente especial supervisora Kate Joyner, uma agente do FBI que ajuda o BAU a prender membros da célula terrorista de Nova York co-estrelou como Detective Cooper, um oficial da polícia de Nova York que é baleado no cumprimento do dever por um membro da célula terrorista de Nova York.

## Episódios
| Seq. | Episódios | Título                | Direção               | Escrito por                    | Data de exibição       | Audiência EUA (em milhões) |
| --- | --------- | --------------------- | --------------------- | ------------------------------ | ---------------------- | -------------------------- |
| 46 | 1         | "Dúvida"              | Glória Muzio          | Chris Mundy                    | 26 de setembro de 2007 | 12,66                      |
| Quando três mulheres são esfaqueadas até a morte em uma faculdade de Flagstaff, Arizona , a BAU mira em um guarda de segurança do campus apenas para duvidar de suas habilidades de perfil quando outra mulher morre enquanto seu principal suspeito está sob custódia.                                                                                  |           |                       |                       |                                |                        |                            |
| 47 | 2         | "Em Nome e Sangue"    | Félix Alcalá          | Debra J. Fisher & Erica Messer | 3 de outubro de 2007   | 14,55                      |
| Com o desaparecimento de Gideon, a transferência de Hotch e a renúncia de Prentiss, Strauss e os membros restantes da BAU partiram para rastrear um assassino de Milwaukee, Wisconsin, que corta o coração das mulheres com um cinzel. |           |                       |                       |                                |                        |                            |
| 48 | 3         | "Morrendo de medo"    | Guy Norman Bee        | Debra J. Fisher & Erica Messer | 10 de outubro de 2007  | 14,55                      |
| Quando quatro corpos são encontrados em uma vala comum nos arredores de Portland, Oregon , o BAU determina que todas as vítimas morreram nas mãos de um serial killer que usa os maiores medos das pessoas a seu favor. A equipe luta para chegar a um acordo com a saída de Gideon.                                                                     |           |                       |                       |                                |                        |                            |
| 49 | 4         | "Filhos das Trevas"   | Guy Norman Bee        | Dan Dworkin e Jay Beattie      | 17 de outubro de 2007  | 15,03                      |
| Quando três famílias de classe média de Denver, Colorado, são assassinadas em suas casas, com os pais espancados até a morte e as crianças sacrificadas, a BAU se propõe a identificar um par de aniquiladores de famílias com um motivo sinistro. |           |                       |                       |                                |                        |                            |
| 50 | 5         | "Sete Segundos"       | John Gallagher        | Andi Bushell                   | 24 de outubro de 2007  | 15,05                      |
| Quando uma menina de seis anos desaparece de um shopping center da Virgínia uma semana depois que outra menina é sequestrada e assassinada, o BAU faz malabarismos procurando a menina desaparecida e identificando seu sequestrador. |           |                       |                       |                                |                        |                            |
| 51 | 6         | "Sobre o rosto"       | Skipp Sudduth         | Charles Murray                 | 31 de outubro de 2007  | 14,94                      |
| Quando uma mulher de Carrollton, Texas, desaparece depois de encontrar uma foto de pessoa desaparecida presa à porta da frente, a BAU procura um serial killer com um motivo misterioso. A equipe dá as boas-vindas ao veterano criador de perfis David Rossi (Joe Mantegna), retornando em tempo integral ao FBI após um período de semi-aposentadoria. |           |                       |                       |                                |                        |                            |
| 52 | 7         | "Identidade"          | Gwyneth Horder-Payton | Oanh Ly                        | 7 de novembro de 2007  | 14,65                      |
| Quando uma mulher de Montana desaparece e metade de uma dupla de assassinos em série comete suicídio no mesmo dia, a BAU faz malabarismos para identificar o segundo assassino e resgatar sua última vítima. A equipe especula sobre as razões pelas quais Rossi saiu da aposentadoria.                                                                  |           |                       |                       |                                |                        |                            |
| 53 | 8         | "Sortudo"             | Steve Boyum           | André Wilder                   | 14 de novembro de 2007 | 15,73                      |
| Quando uma mulher da Flórida é encontrada morta com vários dedos cortados e duas outras mulheres são dadas como desaparecidas, o BAU faz malabarismos para resgatar as mulheres desaparecidas e rastrear um serial killer canibal. Morgan luta com uma crise de fé e Garcia se vê em uma situação de risco de vida.                                      |           |                       |                       |                                |                        |                            |
| 54 | 9         | "Penélope"            | Félix Alcalá          | Chris Mundy                    | 21 de novembro de 2007 | 15,88                      |
| Com Garcia lutando por sua vida, o BAU determina que seu agressor é alguém próximo à investigação. Depois que Hotch designa o analista Kevin Lynch ( Nicholas Brendon ) para pesquisar o computador de Garcia, Kevin desenterra um arquivo que pode comprometer o futuro de Garcia no FBI.                                                               |           |                       |                       |                                |                        |                            |
| 55 | 10        | "Noite Verdadeira"    | Edward Allen Bernero  | Edward Allen Bernero           | 28 de novembro de 2007 | 16,23                      |
| Quando o último de uma série de assassinatos relacionados a gangues ocorre em Los Angeles, Califórnia , a BAU gradualmente suspeita que as cenas do crime espelham desenhos de uma graphic novel escrita por um homem que sofre de grave transtorno de estresse pós-traumático.                                                                          |           |                       |                       |                                |                        |                            |
| 56 | 11        | "Direito de nascença" | John Gallagher        | Debra J. Fisher & Erica Messer | 12 de dezembro de 2007 | 14,18                      |
| Quando uma série de assassinatos de mutilação em Fredericksburg, Virgínia, imita uma série de crimes que ocorreram mais de duas décadas antes, o BAU é forçado a entrevistar um sobrevivente da farra original para identificar o suspeito. |           |                       |                       |                                |                        |                            |
| 57 | 12        | "3ª Vida"             | Anthony Hemingway     | Simon Mirren                   | 9 de janeiro de 2008   | 14,30                      |
| Quando uma adolescente de Chula Vista, Califórnia, é encontrada morta e sua melhor amiga é dada como desaparecida, a BAU faz malabarismos para lançar uma intensa caçada e conectar o desaparecimento a um crime que seu pai testemunhou dez anos antes.                                                                                                 |           |                       |                       |                                |                        |                            |
| 58 | 13        | "Ribalta"             | Glenn Kershaw         | Dan Dworkin e Jay Beattie      | 23 de janeiro de 2008  | 12,67                      |
| Quando o conteúdo de uma unidade de auto-armazenamento da Filadélfia, Pensilvânia, é vendido em leilão e revela evidências de um serial killer misógino, a BAU trabalha com uma agente do FBI empenhada em fazer um nome para si mesma para traçar o perfil e rastrear o assassino.                                                                      |           |                       |                       |                                |                        |                            |
| 59 | 14        | "Danificado"          | Edward Allen Bernero  | Edward Allen Bernero           | 2 de abril de 2008     | 12,81                      |
| Com Hotch e Reid entrevistando um prolífico preso no corredor da morte em Connecticut, o BAU viaja para Indianápolis, Indiana, para investigar um caso não resolvido que atormenta Rossi há mais de duas décadas. |           |                       |                       |                                |                        |                            |
| 60 | 15        | "Um Poder Superior"   | Félix Alcalá          | Michael Udesky                 | 9 de abril de 2008     | 13,33                      |
| Quando um bairro de Pittsburgh, na Pensilvânia , experimenta uma taxa de suicídio incomumente alta, a BAU suspeita que os crimes estão sendo cometidos por um serial killer que se vê como um anjo da morte . Hotch tira uma folga depois que Haley lhe apresenta os papéis do divórcio.                                                                 |           |                       |                       |                                |                        |                            |
| 61 | 16        | "Memória do Elefante" | Bobby Roth            | Andrew S. Wilder               | 16 de abril de 2008    | 12,98                      |
| Quando uma série de assassinatos cada vez mais violentos ocorre no Texas, o BAU se propõe a rastrear um adolescente ( Cody Kasch ) com laços com cada vítima; Reid se envolve emocionalmente na investigação depois de ter empatia com o principal suspeito.                                                                                             |           |                       |                       |                                |                        |                            |
| 62 | 17        | "No calor"            | John Gallagher        | Andi Bushell                   | 30 de abril de 2008    | 13,03                      |
| Quando um serial killer de Miami, Flórida, reivindica um detetive de férias de Nova Orleans como sua próxima vítima, a BAU trabalha com o detetive Will LaMontagne Jr. ( Josh Stewart ) para prender o assassino antes que ele ataque novamente. JJ tenta manter um segredo que pode estar alcançando ela.                                               |           |                       |                       |                                |                        |                            |
| 63 | 18        | "O cruzamento"        | Guy Norman Bee        | Debra J. Fisher & Erica Messer | 7 de maio de 2008      | 12,88                      |
| Com Hotch e Rossi consultando em um caso envolvendo a síndrome da mulher espancada em Boston, Massachusetts, os membros restantes da BAU decidiram proteger uma mulher de Silver Spring, Maryland de seu perseguidor. |           |                       |                       |                                |                        |                            |
| 64 | 19        | "Tábua rasa"          | Steve Boyum           | Dan Dworkin e Jay Beattie      | 14 de maio de 2008     | 12,88                      |
| Quando um suspeito serial killer de Roanoke, Virgínia, acorda de um coma e insiste que não se lembra dos crimes que cometeu quatro anos antes, o BAU confia em impressões digitais do cérebro para determinar se suas alegações são verdadeiras. |           |                       |                       |                                |                        |                            |
| 65 | 20        | "Lo-Fi"               | Glenn Kershaw         | Chris Mundy                    | 21 de maio de 2008     | 13,15                      |
| Quando o último de uma série de tiroteios ocorre na cidade de Nova York, a BAU decide determinar se os crimes são obra de um assassino ou de uma equipe. Hotch sofre um tenso reencontro com um velho conhecido e JJ faz um anúncio surpreendente. |           |                       |                       |                                |                        |                            |